# 134 v. Chr.
Portal Geschichte | Portal Biografien | Aktuelle Ereignisse | Jahreskalender | Tagesartikel

◄ |
3. Jahrhundert v. Chr. |
2. Jahrhundert v. Chr. |
1. Jahrhundert v. Chr. |
►

◄ | 150er v. Chr. | 140er v. Chr. | 130er v. Chr. | 120er v. Chr. |
110er v. Chr. |
►

◄◄ | ◄ | 137 v. Chr. | 136 v. Chr. | 135 v. Chr. | 134 v. Chr. |
133 v. Chr. |
132 v. Chr. |
131 v. Chr. |
► |
►►
Staatsoberhäupter

## Ereignisse
- Die Römer unter Scipio Aemilianus beginnen im Spanischen Krieg die Belagerung der keltiberischen Stadt Numantia.

## Geboren
- um 134 v. Chr.: Mithridates VI., König von Pontos († 63 v. Chr.)